# Eleições estaduais no Amazonas em 2002
As eleições estaduais no Amazonas em 2002 ocorreram em 6 de outubro como parte das eleições no Distrito Federal e em 26 estados. Foram eleitos o governador Eduardo Braga, o vice-governador Omar Aziz, os senadores Arthur Virgílio Neto e Jefferson Peres, oito deputados federais e vinte e quatro estaduais num pleito onde o governador venceu em primeiro turno.
Natural de Belém, o engenheiro elétrico Eduardo Braga tornou-se o primeiro não amazonense eleito para o cargo desde 1947. Formado na Universidade Federal do Amazonas, iniciou sua carreira política como deputado estadual no PDS em 1982 e após migrar para o PMDB foi reeleito em 1986. Ligado a Amazonino Mendes, seguiu o mesmo na mudança para o PDC e ocupou a relatoria da constituição estadual. Eleito deputado federal em 1990 e vice-prefeito de Manaus em 1992, assumiu a prefeitura em 1994 quando Amazonino Mendes renunciou e venceu mais uma vez a eleição para governador. Após a extinção do PDC esteve em partidos derivados do mesmo até optar pelo PSL quando foi derrotado por Amazonino Mendes ao disputar o governo em 1998 e após ingressar no PPS foi derrotado por Alfredo Nascimento ao disputar a prefeitura de Manaus em 2000 e agora chegou ao Palácio Rio Negro ao derrotar, entre outros nomes, o senador Gilberto Mestrinho.
Paulista de Garça, o engenheiro civil Omar Aziz é formado na Universidade Federal do Amazonas. Eleito vereador em Manaus via PSL em 1992 e deputado estadual pelo PPR em 1994, elegeu-se vice-prefeito da capital amazonense pelo PPB na chapa de Alfredo Nascimento em 1996 sendo reeleito no ano 2000. Nesse interregno foi também Secretário municipal de Obras e após seguir Amazonino Mendes no ingresso ao PFL foi eleito vice-governador do Amazonas em 2002.
Em contrapartida o PMDB teve este ano o pior desempenho de sua história pois, a exceção de Gilberto Mestrinho eleito há quatro anos, não tem representantes na bancada amazonense no Congresso Nacional e elegeu o segundo menor número de deputados estaduais em sua história, pois como MDB elegeu a maioria dos parlamentares em 1974, em pleno Regime Militar. Foi a primeira derrota do PMDB na disputa pelo governo, sendo que a legenda não lançava candidato próprio ao executivo estadual desde o próprio Gilberto Mestrinho em 1990.

## Resultado da eleição para governador
Segundo o Tribunal Superior Eleitoral houve 1.084.712 votos nominais.
| Candidatos a governador do estado | Candidatos a vice-governador | Número | Coligação                                                                                           | Votação | Percentual |
| --------------------------------- | ---------------------------- | ------ | --------------------------------------------------------------------------------------------------- | ------- | ---------- |
| Eduardo Braga PPS                 | Omar Aziz PFL                | 23     | Frente Trabalhista do Amazonas (PPS, PFL, PTB, PDT, PSC, PSD, PSL, PTN, PSDC, PRP, PHS, PAN, PRONA) | 568.111 | 52,38%     |
| Gilberto Mestrinho PMDB           | Miqueias Fernandes PMDB      | 15     | Unidos Pelo Amazonas (PMDB, PSDB)                                                                   | 226.193 | 20,85%     |
| Serafim Corrêa PSB                | Luiz Fernando Nicolau PPB    | 40     | Por amor ao Amazonas (PSB, PPB, PTC, PV)                                                            | 225.491 | 20,79%     |
| João Pedro Costa PT               | Antônio Gomes de Arruda PMN  | 13     | Frente Popular do Amazonas (PT, PMN, PL, PCB, PCdoB, PST, PTdoB, PRTB)                              | 62.715  | 5,78%      |
| Herbert Amazonas PSTU             | Ivete Egas PSTU              | 16     | PSTU (Sem coligação)                                                                                | 2.202   | 0,20%      |
| Fontes:                           |                              |        | |         |            |

## Biografia dos senadores eleitos

### Arthur Virgílio Neto
Quantos aos senadores, ambos nasceram em Manaus e o mais votado foi Arthur Virgílio Neto. Advogado graduado na Universidade Federal do Rio de Janeiro, ele é diplomata formado pelo Instituto Rio Branco. Militante do então clandestino PCB e depois do MDB, venceu a eleição para deputado federal pelo PMDB em 1982 e após divergir de Gilberto Mestrinho ingressou no PSB e foi derrotado por Amazonino Mendes na disputa para governador em 1986, mas em 1988 venceu Gilberto Mestrinho na disputa pela prefeitura de Manaus. Após migrar para o PSDB foi eleito deputado federal em 1994 e 1998 ocupando a Secretaria-Geral da Presidência no governo Fernando Henrique Cardoso.

### Jefferson Peres
Para a outra vaga foi reeleito o professor Jefferson Peres. Diplomado em Direito na Universidade Federal do Amazonas com pós-graduação em Ciência Política no Instituto Superior de Estudos Brasileiros e em Administração Pública na Fundação Getúlio Vargas. Serventuário judicial e escrivão, lecionou na Universidade Federal do Amazonas antes de filiar-se ao PSDB e ser eleito vereador de Manaus em 1988 e 1992 e senador em 1994 reelegendo-se via PDT. Faleceu em pleno exercício do mandato. Diante da morte do titular houve a efetivação do economista e agrônomo Jefferson Praia, nascido em Manaus e formado na Universidade Federal do Amazonas.

## Resultado da eleição para senador
Segundo o Tribunal Regional Eleitoral do Amazonas foram apurados 2.069.605 votos nominais.
| Candidatos a senador da República | Candidatos a suplente de senador | Número | Coligação                                                                                           | Votação | Percentual |
| --------------------------------- | -------------------------------- | ------ | --------------------------------------------------------------------------------------------------- | ------- | ---------- |
| Arthur Virgílio Neto PSDB         | Frank Garcia PSDB                | 451    | Unidos Pelo Amazonas (PMDB, PSDB)                                                                   | 608.762 | 29,41%     |
| Jefferson Peres PDT               | Jefferson Praia PDT              | 123    | Frente Trabalhista do Amazonas (PPS, PFL, PTB, PDT, PSC, PSD, PSL, PTN, PSDC, PRP, PHS, PAN, PRONA) | 543.158 | 26,24%     |
| Bernardo Cabral PFL               | Cláudio Chaves PFL               | 252    | Frente Trabalhista do Amazonas (PPS, PFL, PTB, PDT, PSC, PSD, PSL, PTN, PSDC, PRP, PHS, PAN, PRONA) | 484.617 | 23,42%     |
| Plínio Valério PV                 | Judite Pinho PV                  | 432    | Por amor ao Amazonas (PSB, PPB, PTC, PV)                                                            | 265.861 | 12,85%     |
| Lúcia Anthony PCdoB               | Gilza Silva PCdoB                | 654    | Frente Popular do Amazonas (PT, PMN, PL, PCB, PCdoB, PST, PTdoB, PRTB)                              | 144.129 | 6,96%      |
| Alberto José Aleixo PMDB          | Aníbal Guedes Lobo PMDB          | 150    | Unidos Pelo Amazonas (PMDB, PSDB)                                                                   | 20.263  | 0,98%      |
| Tarcísio Leão PSTU                | Jucileide Massulo PSTU           | 161    | PSTU (Sem coligação)                                                                                | 2.815   | 0,14%      |
| Fontes:                           |                                  |        | |         |            |

  Arthur Virgílio
  Bernardo Cabral
  Jefferson Peres

## Deputados federais eleitos
São relacionados os candidatos eleitos com informações complementares da Câmara dos Deputados.

Representação eleita
  PL: 3
  PFL: 3
  PCdoB: 1
  PTB: 1

| Número  | Deputados federais eleitos | Partido | Votação | Percentual | Cidade onde nasceu | Unidade federativa |
| 6565    | Vanessa Grazziotin         | PCdoB   | 197.419 | 17,18%     | Videira            | Santa Catarina     |
| 2222    | Carlos Souza               | PL      | 133.509 | 11,62%     | Manaus             | Amazonas           |
| 2525    | Átila Lins                 | PFL     | 102.249 | 8,90%      | Fonte Boa          | Amazonas           |
| 2522    | Pauderney Avelino          | PFL     | 75.029  | 6,53%      | Eirunepé           | Amazonas           |
| 1477    | Silas Câmara               | PTB     | 71.578  | 6,23%      | Rio Branco         | Acre               |
| 2555    | Francisco Garcia           | PFL     | 67.493  | 5,88%      | Manaus             | Amazonas           |
| 2233    | Humberto Michiles          | PL      | 57.319  | 4,99%      | São Paulo          | São Paulo          |
| 2255    | Lupércio Ramos             | PL      | 50.588  | 4,40%      | Tonantins          | Amazonas           |
| Fontes: |                            |         |         |            |                    |                    |

## Deputados estaduais eleitos
Estavam em jogo 24 cadeiras da Assembleia Legislativa do Amazonas.

Representação eleita
  PL: 5
  PFL: 5
  PMDB: 3
  PSDC: 2
  PTB: 2
  PCdoB: 1
  PSC: 1
  PPS: 1
  PT: 1
  PRTB: 1
  PSDB: 1
  PDT: 1

Fonteː
| Número  | Deputados estaduais eleitos | Partido | Votação | Percentual | Cidade onde nasceu   | Unidade federativa  |
| 22123   | Wallace Souza               | PL      | 47.036  | 4,08%      | Manaus               | Amazonas            |
| 27777   | Marcos Rotta                | PSDC    | 32.741  | 2,84%      | Cianorte             | Paraná              |
| 25115   | José Melo                   | PFL     | 29.292  | 2,54%      | Ipixuna              | Amazonas            |
| 65656   | Eron Bezerra                | PCdoB   | 28.994  | 2,52%      | Boca do Acre         | Amazonas            |
| 14777   | Francisco Souza             | PTB     | 24.428  | 2,12%      | Solonópole           | Ceará               |
| 20111   | Risonildo Almeida           | PSC     | 23.087  | 2,00%      | Manaus               | Amazonas            |
| 25111   | Antônio Cordeiro            | PFL     | 21.838  | 1,90%      | Feijó                | Acre                |
| 14444   | Luiz Castro                 | PTB     | 21.429  | 1,86%      | São Paulo            | São Paulo           |
| 15123   | Vicente Lopes               | PMDB    | 21.371  | 1,86%      | Serrita              | Pernambuco          |
| 25123   | Nelson Azêdo                | PFL     | 20.945  | 1,82%      | Itacoatiara          | Amazonas            |
| 23110   | Lino Chixaro                | PPS     | 20.928  | 1,82%      | Humaitá              | Amazonas            |
| 25666   | Belarmino Lins              | PFL     | 20.899  | 1,81%      | Fonte Boa            | Amazonas            |
| 25456   | Miguel Carrate              | PFL     | 20.726  | 1,80%      | Manaus               | Amazonas            |
| 27111   | Liberman Moreno             | PSDC    | 20.137  | 1,75%      | Jutaí                | Amazonas            |
| 22111   | Régis da Silva              | PL      | 19.305  | 1,68%      | Manaus               | Amazonas            |
| 22345   | Vera Edwards                | PL      | 18.846  | 1,64%      | Barreirinha          | Amazonas            |
| 15333   | Wanderley Dallas            | PMDB    | 18.710  | 1,62%      | Sobral               | Ceará               |
| 15555   | Francisco Balieiro          | PMDB    | 14.471  | 1,26%      | Santo Antônio do Içá | Amazonas            |
| 13633   | Sinésio Campos              | PT      | 12.960  | 1,13%      | Santarém             | Pará                |
| 28671   | Edilson Gurgel              | PRTB    | 12.450  | 1,08%      | Manaus               | Amazonas            |
| 45123   | Artur Virgílio Bisneto      | PSDB    | 12.144  | 1,05%      | Brasília             | Distrito Federal    |
| 22233   | Sabá Reis                   | PL      | 10.050  | 0,87%      | Parintins            | Amazonas            |
| 22822   | Evilazio Nascimento         | PL      | 8.650   | 0,75%      | Martins              | Rio Grande do Norte |
| 12222   | Mário Frota                 | PDT     | 8.400   | 0,73%      | Granja               | Ceará               |
| Fontes: |                             |         |         |            |                      |                     |